# Idaea lividula
Idaea lividula là một loài bướm đêm trong họ Geometridae.